# En el J.B. Plaza

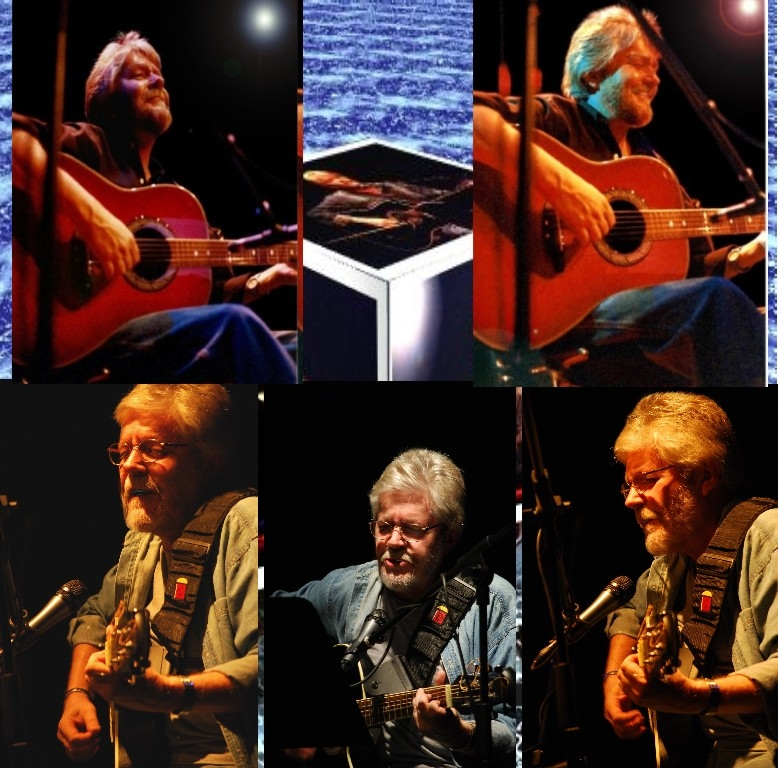
Xulio Formoso en concierto.

En el J.B.Plaza es un disco compacto doble del cantante venezolano Xulio Formoso. Fue grabado en directo en dos conciertos celebrados en la Sala Juan Bautista Plaza de la Biblioteca Nacional de Venezuela los días 15 y 16 de julio de 2002. Este es el único disco en directo de Xulio Formoso y uno de los pocos CD dobles grabados en vivo en el país. Fue la primera grabación de Formoso desde la edición de Amantes de ningún lugar en 1978, representando la ruptura de un hiato profesional de 24 años. El primer CD contiene temas escritos o coescritos por Formoso, mientras que el segundo es mayormente material de artistas internacionales relacionados con su estilo personal. 

## Canciones
CD 1
1. Nuestro amor es la cosa más sencilla (Farruco Sesto; Xulio Formoso)
2. Cantiga de la ciudad que hierve (Farruco Sesto; Xulio Formoso)
3. En medio de la noche (Farruco Sesto; Xulio Formoso)
4. Las arepas [Nuestras musas trasnochadas] (Aquiles Nazoa; Xulio Formoso)
5. Levántate Rosalía (Aquiles Nazoa; Xulio Formoso)
6. Soles y centauros (Xulio Formoso)
7. La canción que va conmigo (C.E.Ferreiro; Xulio Formoso)
8. Condicionados (Antonio Miranda; Xulio Formoso)
9. Voy a cerrar por inventario (Antonio Miranda; Xulio Formoso)
10. Chipi Manahuac (Xulio Formoso)
11. Contracanto a Walt Whitman (Pedro Mir, Xulio Formoso)
12. Guitarra [El son entero] (Nicolás Guillén; Xulio Formoso)

CD 2
1. Blowin' in the wind (Bob Dylan)
2. If I needed you (Townes Van Zandt)
3. That's where I belong (Paul Simon)
4. Le meteque (Georges Moustaki)
5. Povo que lavas no río (Joaquim Campos; Pedro Homem DeMello; José Carlos Ary dos Santos)
6. Zamba de mi esperanza (Luis H. Morales)
7. Milonga del solitario (Atahualpa Yupanqui)
8. Carnavalito de Humahuaca (Edmundo P. Zaldívar (h.))
9. Paisajes de Catamarca (Jorge Cafrune)
10. Dale tu canto a un warao [Un guarao] (Alí Primera)
11. El violín de Becho (Alfredo Zitarrosa)
12. Cantata a Bolívar [fragmento] (Pablo Neruda; Xulio Formoso)

## Músicos (alfabético)
- Costa Palamidis: Coros, voz
- Gonzalo Mendoza: Guitarra
- Jerry Maneiro: Guitarras de acero
- Jorge Glem: Cuatro, mandolina
- Xulio Formoso: Armónica, guitarras Ovation

## Créditos
- Diseño: Pentagon Riders
- Fotografías: Roland Streuli
- Grabación y mezcla: Tomás Cardona

- Datos: Q8775702